# Les Orres
Les Orres település Franciaországban, Hautes-Alpes megyében. Lakosainak száma 510 fő (2022. január 1.). Les Orres La Condamine-Châtelard, Méolans-Revel, Saint-Pons, Les Thuiles, Baratier, Crévoux, Crots és Saint-Sauveur községekkel határos.

## Népesség
A település népességének változása:
| Lakosok száma | 235  | 429  | 455  | 512  | 532  | 569  | 577  | 543  | 530  | 510  |
|               | 1968 | 1982 | 1990 | 2006 | 2013 | 2015 | 2017 | 2019 | 2020 | 2022 |